# Панорамная скала
Панорамная скала (Поворотный Лог) — скальное обнажение известняков длиной около 500 м на правом берегу реки Усьвы, в 14 км ниже одноимённого посёлка в Пермском крае, Россия. Ландшафтный памятник природы Пермского края.
На скалах отмечено 76 видов сосудистых растений, в том числе такие редкие как дремлик тёмно-красный (Epipactis atrorubens), постенница мелкоцветковая (Parietaria micrantha), тимьян Талиева (Thymus talijevi).